# IC 66
IC 66 est une galaxie spirale située dans la constellation des Poissons. Sa vitesse par rapport au fond diffus cosmologique est de (4525 ± 21) km/s, ce qui correspond à une distance de Hubble de 66,2 ± 4,7 Mpc (∼216 millions d'al). IC 66 a été découverte par l'astronome français Guillaume Bigourdan en 1890.
La classe de luminosité de IC 66 est I et elle présente une large raie HI.
À ce jour, plus d'une douzaine de mesures non basées sur le décalage vers le rouge (redshift) donnent une distance de 79,554 ± 8,048 Mpc (∼259 millions d'al), ce qui est tout juste à l'extérieur des valeurs de la distance de Hubble.

## Groupe de NGC 315
La galaxie IC 66 fait partie du groupe de NGC 315. Ce groupe comprend plus d'une quarantaine de galaxies. Outre IC 66, les principales galaxies de ce groupe sont NGC 226, NGC 243, NGC 262, NGC 266, NGC 311, NGC 315, NGC 338, IC 43 et IC 69. La galaxie NGC 252 incluse au groupe de NGC 315 dans un article d'Abraham Mahtessian devrait être ajoutée à cette liste.